# 巴奇基亞拉克

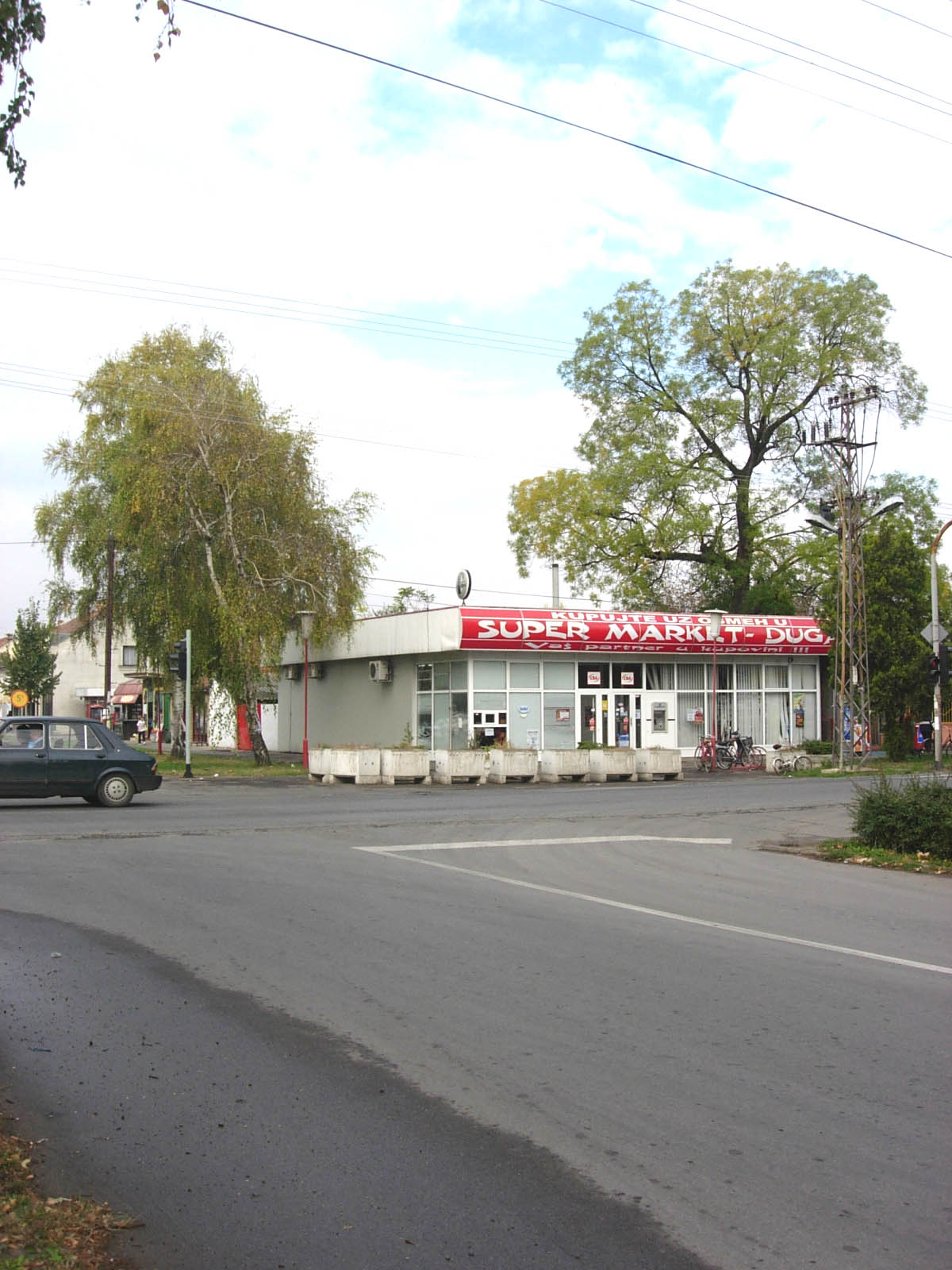

巴奇基亞拉克是塞爾維亞的城鎮，由南巴納特州負責管轄，位於該國北部，面積19平方公里，海拔高度83米，該鎮在1944至1991年間被納入南斯拉夫社會主義聯邦共和國管治範圍，2002年人口6,049。

## 外部連結
- www.backijarak.org.rs[永久]
- Backi Jarak Caffe[永久]
- Museum of Vojvodina - Ethno-park "Brvnara", Bački Jarak （页面存档备份，存于）
- History of Bački Jarak （页面存档备份，存于）